# GeForce 40

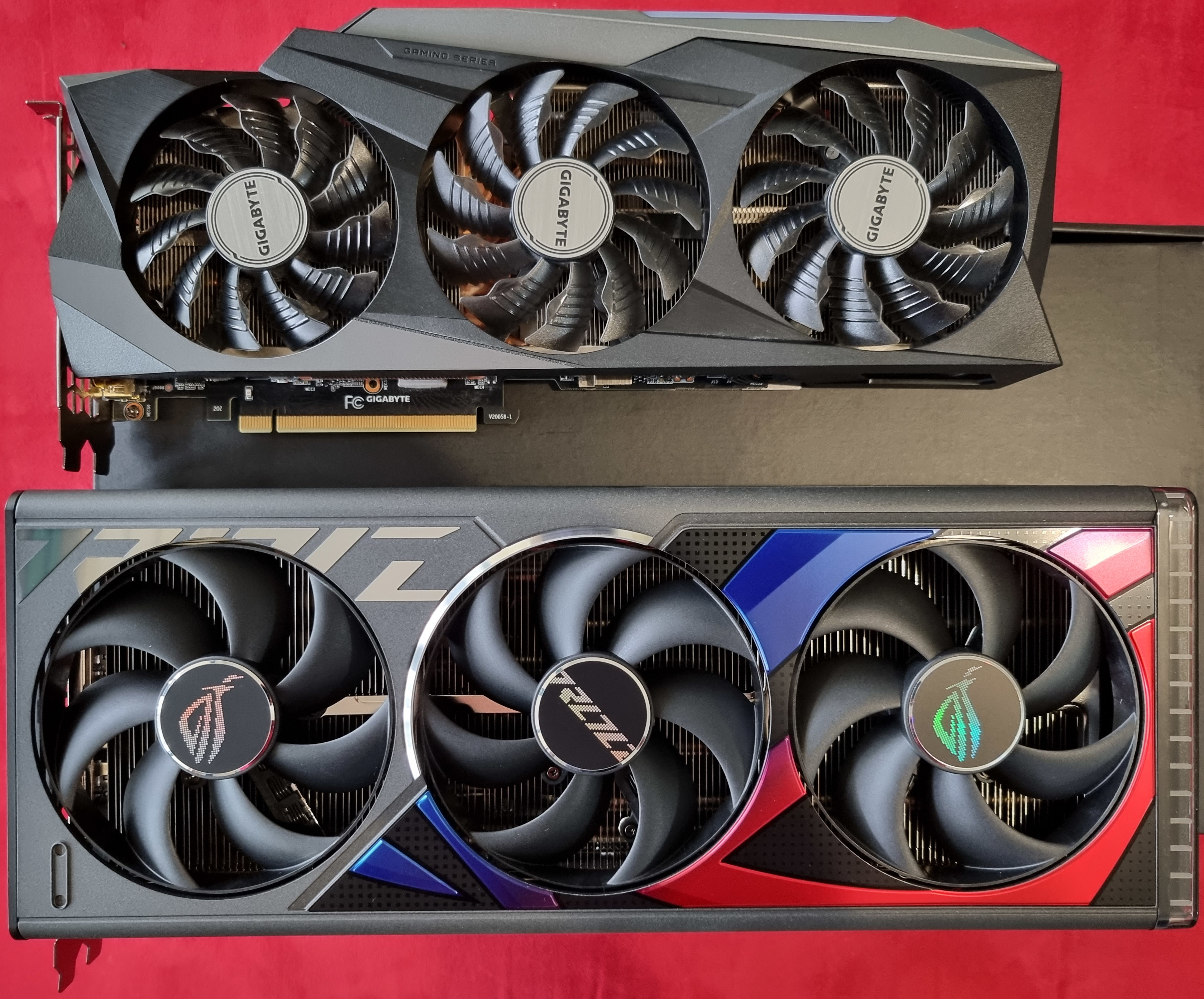
Uma variante AIB de reposição do RTX 4090 (Asus ROG Strix) na parte inferior, ao lado de um RTX 3090 (Gigabyte Gaming OC) para comparação de tamanho

A série GeForce 40 é uma família de unidades de processamento gráfico desenvolvida pela Nvidia, sucedendo a série GeForce 30. A série foi anunciada em 20 de setembro de 2022, no evento GPU Technology Conference (GTC) 2022; o RTX 4090 foi lançado em 12 de outubro de 2022, o RTX 4080 de 16 GB foi lançado em 16 de novembro de 2022 e o RTX 4070 Ti - originalmente anunciado como RTX 4080 de 12 GB - foi lançado em 5 de janeiro de 2023, com várias GPUs móveis a seguir em fevereiro de 2023. As placas são baseadas na arquitetura Ada Lovelace e apresentam raytracing acelerado por hardware (RTX) com os núcleos RT de terceira geração da Nvidia e os Tensor Cores de quarta geração.

## Detalhes
Os destaques arquitetônicos da arquitetura Ada Lovelace incluem o seguinte:
- Capacidade de computação CUDA 8.9[4]
- Processo TSMC 4N (design personalizado para Nvidia)[1] – não confundir com N4
- Tensor Cores de quarta geração com FP8, FP16, bfloat16, TensorFloat-32 (TF32) e aceleração esparsa
- Núcleos de rastreamento de raios de terceira geração, juntamente com rastreamento de raios simultâneos, sombreamento e computação
- Shader Execution Reordering - precisa ser ativado pelo desenvolvedor[5]
- Dual NVENC com codificação de hardware de função fixa 8K 10-bit 60FPS AV1[6][7]
- Uma nova geração de Optical Flow Accelerator para ajudar na geração de quadros intermediários baseados em IA DLSS 3.0[8]
- Sem suporte NVLink[9]
- Conexões DisplayPort 1.4a e HDMI 2.1
- O desempenho de precisão dupla (FP64) dos chips Ada Lovelace é 1/64 do desempenho de precisão simples (FP32).

## Produtos

### Desktop
- Todas as placas possuem memória de vídeo Micron GDDR6X.

| Modelo                   | Lançamento             | Lançamento MSRP (USD) | Nomes dos códigos | Transistores (bilhões) | Tamanho da matriz(mm2) | Core config           | Contagem SM | Cache L2 (MB) | Velocidades de clock | Velocidades de clock | Taxa de preenchimento | Taxa de preenchimento | Memória      | Memória                 | Memória                     | Poder de processamento (TFLOPS) | Poder de processamento (TFLOPS) | Poder de processamento (TFLOPS) | Poder de processamento (TFLOPS) | TDP   |
| Modelo                   | Lançamento             | Lançamento MSRP (USD) | Nomes dos códigos | Transistores (bilhões) | Tamanho da matriz(mm2) | Core config           | Contagem SM | Cache L2 (MB) | Core clock (MHz)     | Memória (Gb/s)       | Pixel (Gpx/s)         | Textura (Gtex/s)      | Tamanho (GB) | Largura de banda (GB/s) | Largura do barramento (bit) | meia precisão (boost)           | precisão única (boost)          | precisão dupla (boost)          | Cálculo Tensor [sparse]         | TDP   |
|                          |                        |                       |                   |                        |                        |                       |             |               |                      |                      |                       |                       |              |                         |                             |                                 |                                 |                                 |                                 |       |
| ------------------------ | ---------------------- | --------------------- | ----------------- | ---------------------- | ---------------------- | --------------------- | ----------- | ------------- | -------------------- | -------------------- | --------------------- | --------------------- | ------------ | ----------------------- | --------------------------- | ------------------------------- | ------------------------------- | ------------------------------- | ------------------------------- | ----- |
| GeForce RTX 4070         | 13 de abril de 2023    | $599                  | AD104-250         | 35.8                   | 294.5                  | 5888 184:64:46:184    | 46          | 36            | 1920 (2475)          | 21.0                 | 122.9 (158.4)         | 353.3 (455.4)         | 12           | 504.2                   | 192                         | 22.61 (29.15)                   | 22.61 (29.15)                   | 0.353 (0.455)                   | 116.8 [233.6]                   | 200 W |
| GeForce RTX 4070 Ti      | 5 de janeiro de 2023   | $799                  | AD104-400         | 35.8                   | 294.5                  | 7680 240:80:60:240    | 60          | 48            | 2310 (2610)          | 21.0                 | 184.8 (208.8)         | 554.4 (626.4)         | 12           | 504                     | 192                         | 35.48 (40.09)                   | 35.48 (40.09)                   | 0.554 (0.626)                   | 160.4 [320.8]                   | 285 W |
| GeForce RTX 4080 (12 GB) | Cancelada              | $899                  | AD104-400         | 35.8                   | 294.5                  | 7680 240:80:60:240    | 60          | 48            | 2310 (2610)          | 21.0                 | 184.8 (208.8)         | 554.4 (626.4)         | 12           | 504                     | 192                         | 35.48 (40.09)                   | 35.48 (40.09)                   | 0.554 (0.626)                   | 160.4 [320.8]                   | 285 W |
| GeForce RTX 4080         | 16 de novembro de 2022 | $1,199                | AD103-300         | 45.9                   | 378.6                  | 9728 304:112:76:304   | 76          | 64            | 2210 (2505)          | 22.4                 | 247.5 (280.6)         | 671.8 (761.5)         | 16           | 716.8                   | 256                         | 42.99 (48.74)                   | 42.99 (48.74)                   | 0.672 (0.762)                   | 194.9 [389.8]                   | 320 W |
| GeForce RTX 4090         | 12 de outubro de 2022  | $1,599                | AD102-300         | 76.3                   | 608.5                  | 16384 512:176:128:512 | 128         | 72            | 2230 (2520)          | 21.0                 | 392.5 (443.5)         | 1141.8 (1290.2)       | 24           | 1008                    | 384                         | 73.07 (82.58)                   | 73.07 (82.58)                   | 1.142 (1.290)                   | 330.3 [660.6]                   | 450 W |

### Mobile
- Todos os modelos possuem memória GDDR6.

| Modelo                  | Lançamento              | Nomes dos códigos | Transistores (bilhões) | Tamanho da matriz(mm2) | Core config | Contagem SM | Cache L2 (MB) | Velocidades de clock | Velocidades de clock | Taxa de preenchimento | Taxa de preenchimento | Memória      | Memória                 | Memória                     | Poder de processamento (TFLOPS) | Poder de processamento (TFLOPS) | Poder de processamento (TFLOPS) | TDP      |
| Modelo                  | Lançamento              | Nomes dos códigos | Transistores (bilhões) | Tamanho da matriz(mm2) | Core config | Contagem SM | Cache L2 (MB) | Core clock (MHz)     | Memória (Gb/s)       | Pixel (Gpx/s)         | Textura (Gtex/s)      | Tamanho (GB) | Largura de banda (GB/s) | Largura do barramento (bit) | meia precisão (boost)           | precisão única (boost)          | precisão dupla (boost)          | TDP      |
|                         |                         |                   |                        |                        |             |             |               |                      |                      |                       |                       |              |                         |                             |                                 |                                 |                                 |          |
| ----------------------- | ----------------------- | ----------------- | ---------------------- | ---------------------- | ----------- | ----------- | ------------- | -------------------- | -------------------- | --------------------- | --------------------- | ------------ | ----------------------- | --------------------------- | ------------------------------- | ------------------------------- | ------------------------------- | -------- |
| GeForce RTX 4050 Laptop | 22 de fevereiro de 2023 | AD107 (GN21-X2)   |                        |                        | 2560        |             |               | (1605–2370)          |                      |                       |                       | 6            |                         | 96                          |                                 |                                 |                                 | 35–115 W |
| GeForce RTX 4060 Laptop | 22 de fevereiro de 2023 | AD107 (GN21-X4)   |                        |                        | 3072        |             |               | (1470–2370)          |                      |                       |                       | 8            |                         | 128                         |                                 |                                 |                                 | 35–115 W |
| GeForce RTX 4070 Laptop | 22 de fevereiro de 2023 | AD106 (GN21-X6)   |                        |                        | 4608        |             |               | (1230–2175)          |                      |                       |                       | 8            |                         | 128                         |                                 |                                 |                                 | 35–115 W |
| GeForce RTX 4080 Laptop | 8 de fevereiro de 2023  | AD104 (GN21-X9)   |                        |                        | 7424        |             |               | (1350–2280)          |                      |                       |                       | 12           |                         | 192                         |                                 |                                 |                                 | 60–150 W |
| GeForce RTX 4090 Laptop | 8 de fevereiro de 2023  | AD103 (GN21-X11)  |                        |                        | 9728        |             |               | (1455–2040)          |                      |                       |                       | 16           |                         | 256                         |                                 |                                 |                                 | 80–150 W |

1. ↑  No OpenCL 3.0, a funcionalidade do OpenCL 1.2 tornou-se uma linha de base obrigatória, enquanto todos os recursos do OpenCL 2.xe OpenCL 3.0 se tornaram opcionais.
2. 1 2  Shaders Unificados: Unidades de Mapeamento de Textura: Unidades de Saída de Renderização: Ray tracing cores: Tensor Cores
3. 1 2  O número de multiprocessadores de streaming de GPU.
4. 1 2  Os valores de reforço do núcleo (se disponíveis) são indicados abaixo do valor base entre colchetes.
5. 1 2  A taxa de preenchimento de pixel é calculada como o número de unidades de saída de renderização (ROPs) multiplicado pela velocidade básica (ou intensificada) do clock do núcleo.
6. 1 2  A taxa de preenchimento da textura é calculada como o número de unidades de mapeamento de textura (TMUs) multiplicado pela velocidade básica (ou intensificada) do clock do núcleo.

## Controvérsias

### RTX 4080 12 GB
Quando a RTX 4080 de 12 GB foi anunciada, várias lojas, YouTubers proeminentes, revisores e a comunidade criticaram a Nvidia por chamá-la de RTX 4080 em vez de RTX 4070, dadas as gerações anteriores de GPU Nvidia e a grande lacuna nas especificações e desempenho em comparação com placas de 16 GB. Os nomes RTX 4080 12GB e RTX 4080 16GB implicavam que a única diferença entre os dois produtos era a diferença na capacidade VRAM. No entanto, ao contrário de outros casos do mesmo produto com diferentes configurações de memória que, de outra forma, eram muito próximas em desempenho, o RTX 4080 de 12 GB usa um chip e uma configuração completamente diferentes: entre outras diferenças, o 4080 de 12 GB, usando o chip AD104, foi apresentar 27% menos núcleos CUDA, juntamente com um barramento de memória reduzido de 192 bits, que nas gerações anteriores (por exemplo, série GeForce 10, 20, 30) foi usado para os cartões da classe xx60. Isso tornou o cartão até 30% mais lento do que o RTX 4080 de 16 GB em desempenho bruto, com um preço significativamente mais alto do que os cartões xx70 anteriores (US$ 900 contra US$ 500 para o RTX 3070, aproximadamente 80% mais caro).
Em 14 de outubro de 2022, a Nvidia anunciou que, devido à confusão causada pelo esquema de nomenclatura, seria "deslançamento" - ou seja, adiando o lançamento do - RTX 4080 de 12 GB, com o lançamento do RTX 4080 de 16 GB permanecendo inalterado.
Em 3 de janeiro de 2023, a Nvidia reintroduziu o 4080 12GB como RTX 4070 Ti durante a CES 2023, reduzindo seu preço em $ 100.

### Falhas do conector 12VHPWR

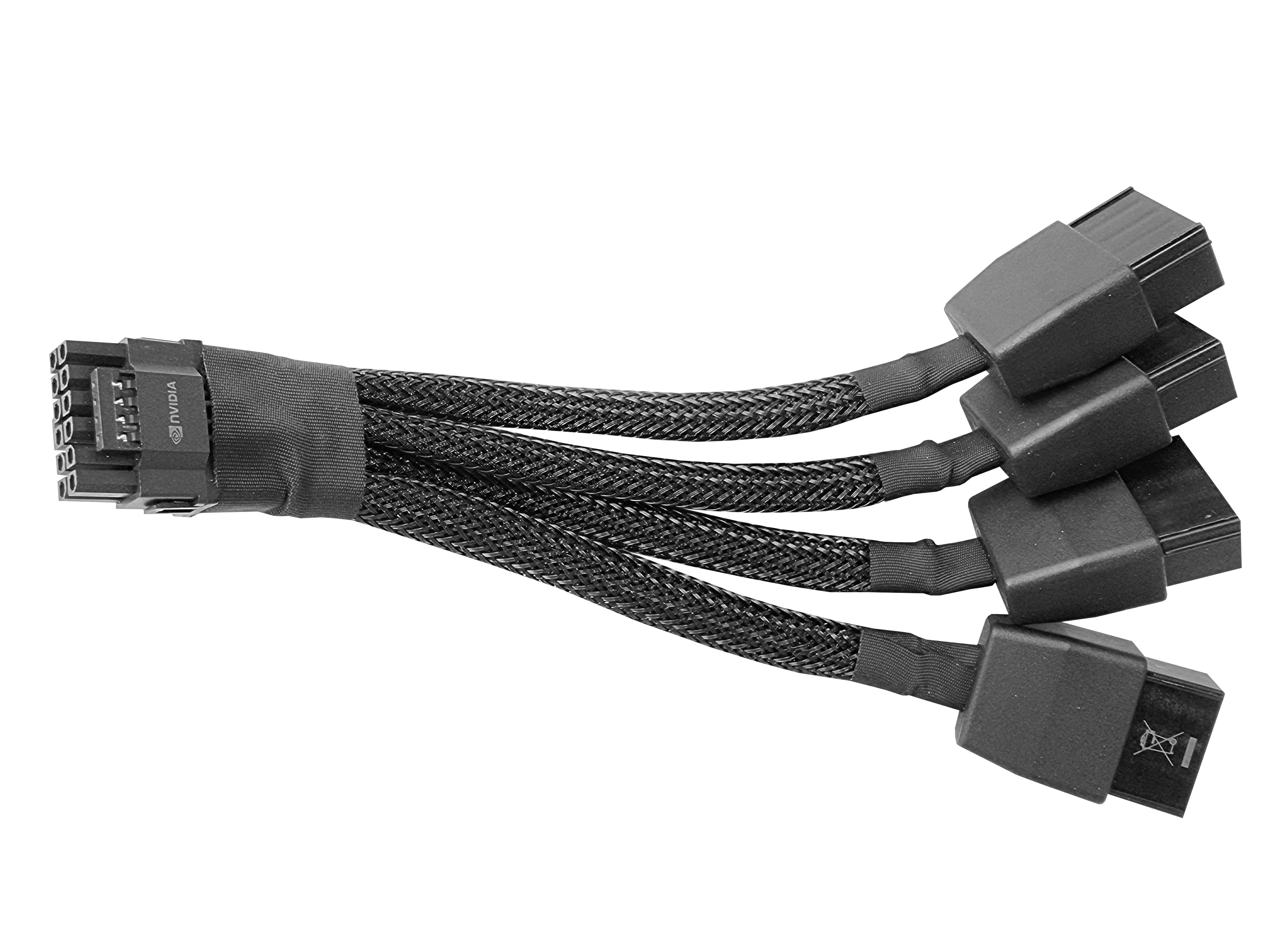
O adaptador Nvidia 12VHPWR fornecido com placas RTX 4090

Alguns compradores da RTX 4090 relataram que os conectores 12VHPWR - também conhecidos como PCIe Gen 5 ou 16 pinos - de seu RTX 4090 estavam derretendo, o que gerou várias teorias para explicar isso. Após investigação, várias fontes relataram que a principal causa foi o conector 12VHPWR não estar totalmente encaixado enquanto estava sob carga, o que resultou em superaquecimento dos pinos do conector, o que, por sua vez, causou o derretimento do invólucro de plástico.
PCI-SIG, a organização de padrões responsável pela criação do conector 12VHPWR decidiu fazer alterações nas especificações do conector após as falhas recentes.
Uma ação coletiva foi movida contra a Nvidia devido ao derretimento de cabos 12VHPWR, que a ação afirma ser "um produto perigoso que não deveria ter sido vendido em seu estado atual". O demandante que apresentou a ação afirma que a Nvidia enriqueceu injustamente, violou a garantia do produto e se envolveu em fraude e está exigindo que a Nvidia pague os danos aos clientes afetados como compensação.
Após sua própria investigação e teste, a Nvidia ofereceu oficialmente uma declaração sobre os conectores derretidos. Eles determinaram que os conectores derretidos são a causa do erro do usuário por não inserir o conector 12VHPWR corretamente, causando contato parcial. Eles ofereceram um processo de RMA acelerado para qualquer RTX 4090 afetado pelos conectores derretidos. A PCI-SIG disse mais tarde em um comunicado que a Nvidia e seus parceiros ainda eram responsáveis por testar seus produtos para compensar o erro do usuário.

## Recepção

### RTX 4090
Após o lançamento, o desempenho do RTX 4090 recebeu elogios dos críticos com Tom's Hardware dizendo "agora está entre as melhores placas gráficas". Uma análise da PC Gamer deu 83/100, chamando-o de "uma introdução infernal ao tipo de desempenho extremo que Ada pode oferecer quando recebe uma coleira longa". Tom Warren em uma revisão para The Verge disse que o RTX 4090 é "uma besta de uma placa gráfica que marca uma nova era para jogos de PC". Além do desempenho de jogos, a análise da PCWorld destacou os benefícios do RTX 4090 para criadores de conteúdo e streamers com seu VRAM de 24 GB e capacidade de codificação AV1 e foi positivo em relação à operação silenciosa e capacidade de resfriamento da Founders Edition.
No entanto, também recebeu críticas por sua proposta de valor, uma vez que começa em $ 1.599. A análise da TechSpot descobriu que o valor da RTX 4090 em 1440p era pior do que a RTX 3090 Ti e que a RTX 4090 não fazia muito sentido para 1440p, pois era limitado por gargalos da CPU. O consumo de energia foi outro ponto de crítica para a RTX 4090. A RTX 4090 tem um TDP de 450W em comparação com os 350W de seu equivalente de última geração. No entanto, Jarred Walton, da Tom's Hardware, observou que a RTX 4090 tem o mesmo TDP de 450 W que a RTX 3090 Ti, ao mesmo tempo em que oferece desempenho muito maior com esse consumo de energia.
As variantes AIB RTX 4090 do mercado de reposição receberam críticas em particular por seus enormes tamanhos de cooler, com alguns modelos com 4 slots PCIe de altura. Isso tornou difícil encaixar um RTX 4090 em muitos gabinetes de PC convencionais. O revisor do YouTube JayzTwoCents mostrou um modelo Asus ROG Strix RTX 4090 sendo comparável em tamanho a um console PlayStation 5 inteiro. Outra comparação mostrou a RTX 4090 Founders Edition da Nvidia ao lado do Xbox Series X em tamanho. Foi teorizado que uma razão para os enormes coolers em alguns modelos é que a RTX 4090 foi originalmente projetado para ter um TDP de até 600W antes de ser reduzido para seu TDP oficial de 450W.

### RTX 4080
A RTX 4080 recebeu mais críticas mistas quando comparado ao RTX 4090. O TechSpot deu ao RTX 4080 uma pontuação de 80/100. Antony Leather, da Forbes, descobriu que o RTX 4080 teve um desempenho consistentemente melhor do que a RTX 3090 Ti. A eficiência de energia da GPU foi recebida positivamente com a descoberta da Digital Trends de que a GPU tinha um consumo médio de energia de 271 W, apesar de seu TDP nominal de 320 W.
O preço de $ 1199 do RTX 4080 recebeu críticas por seu aumento dramático em relação ao RTX 3080. Em sua análise para RockPaperShotgun, James Archer escreveu que o RTX 4080 "produz ganhos consideráveis no RTX 3080, embora não sejam exatamente proporcionais ao preço ascender". Em outra crítica, RockPaperShotgun destacou que os modelos AIB podem exceder significativamente o preço base de $ 1199 da Founders Edition, criando considerações de valor adicionais. O modelo Asus ROG Strix AIB que eles analisaram chegou a US $ 1.550, US $ 50 a menos que a RTX 4090 Founders Edition. Tom Warren, do The Verge, recomendou esperar para ver o que a AMD poderia oferecer em desempenho e valor com seus GPUs RDNA 3. O concorrente direto da AMD, o Radeon RX 7900 XTX, custa US$ 999 em comparação com o preço de US$ 1199 da RTX 4080.
A RTX 4080 recebeu críticas por reutilizar os enormes coolers de 4 slots da RTX 4090, que não são necessários para resfriar o TDP de 320 W da RTX 4080. Um cooler menor teria sido suficiente. A RTX 3080 e a RTX 3080 Ti com seus respectivos TDPs de 320 W e 350 W mantiveram coolers de 2 slots, enquanto a RTX 4080 de 320 W possui um cooler de 3 slots na Founders Edition e 4 slots em muitos modelos AIB.
Foi relatado que as vendas da RTX 4080 foram fracas em comparação com a RTX 4090, que esgotou durante seu lançamento um mês antes. A crise global do custo de vida e o aumento de preço geracional da RTX 4080 foram sugeridos como fatores que contribuem para os números de vendas ruins.